# عدم المساواة في الدخل في الهند

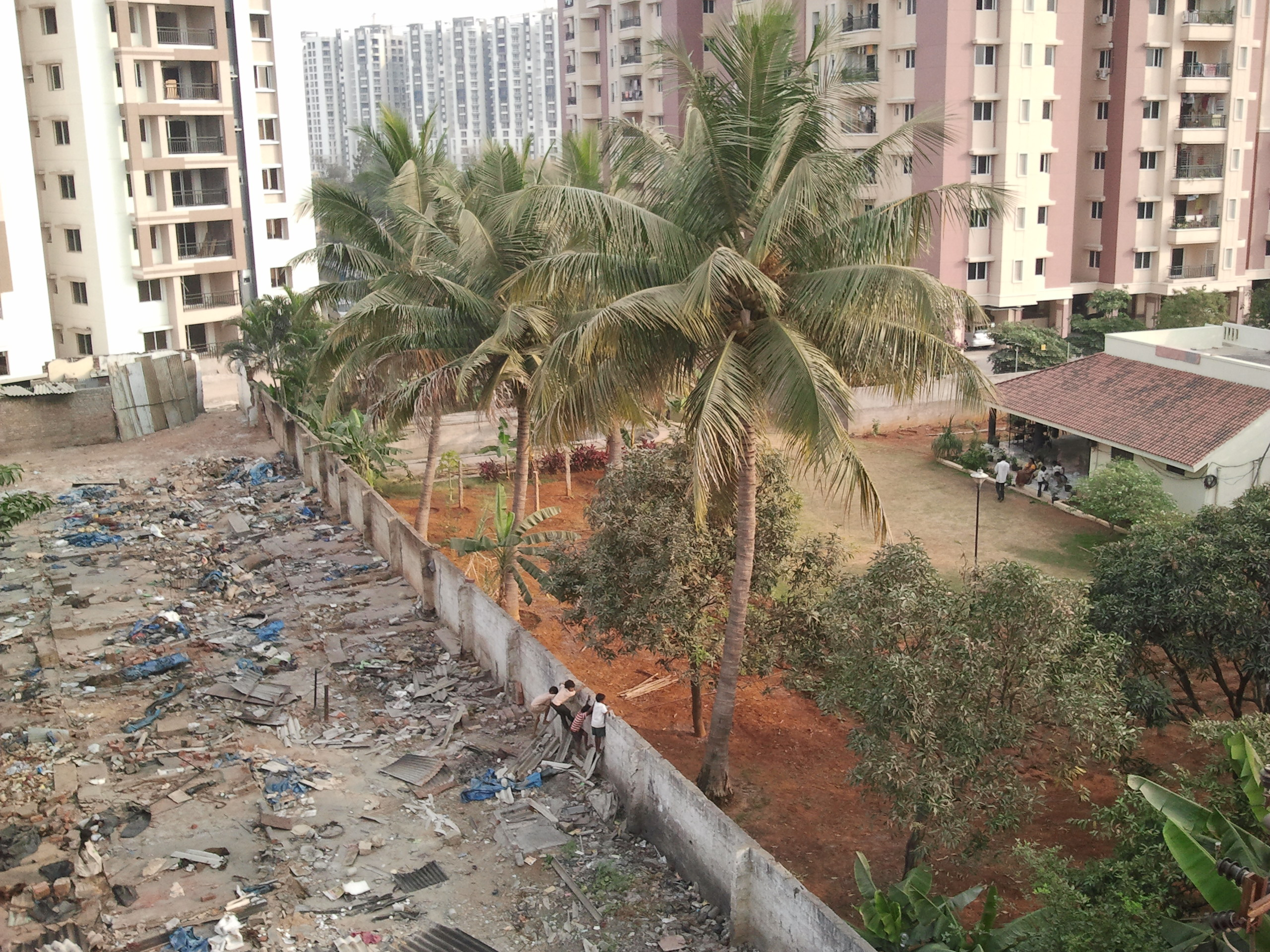

عدم المساواة في الدخل في الهند يشير عدم المساواة إلى التوزيع غير المتكافئ للثروة والدخل بين مواطني الهند. وفقًا لكتاب حقائق العالم لوكالة المخابرات المركزية كان مؤشر جيني في الهند وهو مقياس لعدم المساواة في توزيع الدخل يبلغ 35.2 في عام 2011، حيث احتلت المرتبة 95 من أصل 157. كما أن توزيع الثروة غير متكافئ، حيث قدر أحد التقارير أن 54 في المائة من ثروة البلاد يسيطر عليها أصحاب الملايين، وهي ثاني أعلى نسبة بعد روسيا اعتبارًا من نوفمبر 2016. أغنى 1٪ من الهنود يمتلكون 58.4٪ من الثروة. أغنى 10٪ من الهنود يمتلكون 80.7٪ من الثروة. يسير هذا الاتجاه في الاتجاه التصاعدي كل عام، مما يعني أن الأغنياء يزدادون ثراء بمعدل أسرع بكثير من الفقراء. تفاقم عدم المساواة منذ إنشاء ضريبة الدخل في عام 1922، متجاوزًا الرقم القياسي لراج البريطاني في حصة أعلى 1٪ من الدخل القومي، والتي كانت 20.7٪ في عام 1940.

## فجوات الدخل
وفقًا لتوماس بيكيتي، هناك فجوة «ضخمة» في البيانات حول ضريبة الدخل في الهند. نظرًا لأن معظم السكان خارج قاعدة بيانات ضريبة الدخل، فإن معظم الحسابات تستند إلى بيانات الإنفاق الاستهلاكي بدلاً من بيانات الدخل. وفقًا لبيانات البنك الدولي كان معامل جيني في الهند 0.339 في عام 2009. ارتفع معامل جيني في الهند من 0.43 في العام 1996 وإلى 0.45 عام 2005. وفقًا لتقرير الثروة العالمية لعام 2015 كان لدى الهند 198.000 فرد من أصحاب الثروات العالية (دخل سنوي يزيد عن مليون دولار) بثروة مجتمعة تبلغ 785 مليار دولار. في عام 2016 قال صندوق النقد الدولي في توقعاته الاقتصادية الإقليمية لآسيا والمحيط الهادئ أن معامل جيني الهندي ارتفع إلى 0.51 في عام 2013 من 0.45 في عام 1990.

## الأسباب
اقترح ناريش شاندرا ساكسينا عضو المجلس الاستشاري الوطني أن التفاوت المتزايد في الدخل يمكن تفسيره من خلال شبكات الأمان الزراعية والريفية سيئة الشكل في الهند. وقال «لسوء الحظ الزراعة في حالة انهيار وإنتاج الغذاء للفرد آخذ في الانخفاض والبنية التحتية الريفية مثل الطاقة ومرافق النقل البري في حالة سيئة». «جميع برامج شبكات الأمان لا تعمل على الإطلاق، مع أداء مخطط الوظائف الريفية ونظام التوزيع العام أقل بكثير من إمكاناتها. وقد زاد هذا من معاناة المناطق الريفية في الهند بينما تعمل قوى السوق لصالح المناطق الحضرية في الهند، وهذا هو السبب في ذلك. يتقدم بمعدل أسرع».

## التأثير
يستمر الاقتصاد الهندي في النمو مع ارتفاع الناتج المحلي الإجمالي بشكل أسرع من معظم الدول. لكن الارتفاع في الناتج المحلي الإجمالي الوطني لا يشير إلى المساواة في الدخل في البلاد. أثر التفاوت المتزايد في الدخل في الهند سلبًا على وصول المواطنين الفقراء إلى التعليم والرعاية الصحية. يؤدي ارتفاع عدم المساواة في الدخل إلى صعوبة صعود الفقراء في السلم الاقتصادي ويزيد من خطر الوقوع ضحايا في فخ الفقر. الأشخاص الذين يعيشون في أدنى 10٪ يتسمون بأجور منخفضة، ساعات العمل الطويلة، نقص الخدمات الأساسية مثل الإسعافات الأولية ومياه الشرب والصرف الصحي.